# Torsten Kienass
Torsten Kienass (* 23. Februar 1971 in Ost-Berlin) ist ein ehemaliger deutscher Eishockeyspieler, der in seiner aktiven Zeit von 1988 bis 2008 unter anderem für die Düsseldorfer EG, Nürnberg Ice Tigers, Moskitos Essen und Füchse Duisburg in der Deutschen Eishockey Liga spielte.

## Karriere
Kienass begann seine Eishockeykarriere in der Nachwuchsabteilung von Dynamo Berlin. Im Alter von 20 Jahren wurde er im NHL Entry Draft 1991 von den Boston Bruins aus der National Hockey League in der zwölften Runde an insgesamt 260. Stelle ausgewählt. Er entschied sich jedoch gegen ein Engagement bei den Nordamerikanern, da er zu diesem Zeitpunkt seine Lehre abschließen wollte. In der Herrenmannschaft des EHC Dynamo spielte Kienass bis 1992, ehe er zunächst für ein Jahr zu den Ratinger Löwen ging. 1993 erfolgte schließlich der Wechsel zur Düsseldorfer EG, bei denen sich der Verteidiger einen Stammplatz erkämpfte und in der Saison 1995/96 die den deutschen Meistertitel mit den Rheinländern gewann.
Nach einem kurzen Gastspiel bei den Nürnberg Ice Tigers verpflichteten die Moskitos Essen den Rechtsschützen, mit denen er unter anderem 1999 die Deutsche Zweitligameisterschaft gewann und den Aufstieg in die DEL erreichte. Nach dem sportlichen Abstieg aus der DEL ein Jahr später – dem die Essener am Grünen Tisch entgehen konnten – ging Kienass zur Düsseldorfer EG zurück und spielte dort weitere drei Jahre. Die letzte Station seiner aktiven Karriere waren die Füchse Duisburg, zu denen er 2003 ging und bis 2008 auf dem Eis stand. Sportlich konnte er hierbei 2005 die Deutsche Zweitligameisterschaft und den Aufstieg in die DEL erreichen. Aufgrund einer langwierigen Schulterverletzung musste Kienass schließlich 2008 seine Karriere beenden.

### International
Für die DDR nahm Kienass an den B-Weltmeisterschaften 1989 und 1990 teil. Für die deutsche Nationalmannschaft nahm er an den A-Weltmeisterschaften 1993, 1994, 1995, 1996 und 1997 teil. Zudem stand er im Aufgebot Deutschlands bei den Olympischen Winterspielen 1992 in Albertville und 1994 in Lillehammer, wobei er bei den Winterspielen 1992 ohne Einsatz blieb sowie 1996 beim World Cup of Hockey. Insgesamt bestritt er 97 A-Länderspiele für Deutschland.

## Erfolge und Auszeichnungen
- 1996 Deutscher Meister mit der Düsseldorfer EG
- 1999 Zweitligameister und Aufstieg in die DEL mit den Moskitos Essen
- 2005 Zweitligameister und Aufstieg in die DEL mit den Füchsen Duisburg

## Das „Kienass-Urteil“
Nach seinem Namen wurde ein sportrechtlich richtungsweisendes Gerichtsurteil benannt, dass häufig in einem Atemzug mit dem Bosman-Urteil genannt wird.
Kienass wurde 1992 von seinem damaligen Verein EHC Dynamo Berlin außerordentlich gekündigt und sein neuer Verein mit einer Forderung von etwa 140.000 DM Ablöse konfrontiert. Diese Transfersumme wurde gerichtlich angefochten und letztlich 1996 vom Bundesarbeitsgericht für rechtswidrig erklärt.
Nach dem Bosman-Urteil, welches 1995 Ablösesummen bei Wechseln von Profisportlern nach deren Vertragsende in andere EU-Länder für rechtswidrig erklärte, setzte dieser Spruch eine entsprechende Regelung auch für innerdeutsche Transfers in die Rechtspraxis um.